# Kanton Cherbourg-Octeville-Sud-Ouest
Der Kanton Cherbourg-Octeville-Sud-Ouest war von 1801 bis 2015 ein französischer Kanton im Arrondissement Cherbourg, im Département Manche und in der ehemaligen Region Basse-Normandie.

## Gemeinden
Der Kanton umfasste sechs Gemeinden:
| Gemeinde               | Einwohner Jahr | Fläche km² | Bevölkerungsdichte | Code INSEE | Postleitzahl |
| ---------------------- | -------------- | ---------- | ------------------ | ---------- | ------------ |
| Cherbourg-en-Cotentin  | 80.978 (2013)  | –          | – Einw./km²        | 50129      | 50100        |
| Couville               | 1.077 (2013)   | 8,6        | 125 Einw./km²      | 50149      | 50690        |
| Hardinvast             | 883 (2013)     | 7,3        | 121 Einw./km²      | 50230      | 50690        |
| Martinvast             | 1.228 (2013)   | 10,31      | 119 Einw./km²      | 50294      | 50690        |
| Saint-Martin-le-Gréard | 481 (2013)     | 2,86       | 168 Einw./km²      | 50519      | 50690        |
| Tollevast              | 1.321 (2013)   | 12,36      | 107 Einw./km²      | 50599      | 50470        |

Angegeben ist hier die Gesamteinwohnerzahl der Stadt Cherbourg-Octeville.